# Jessica Lindell-Vikarby
Jessica Monika Lindell-Vikarby (* 7. Februar 1984 in Huddinge) ist eine ehemalige schwedische Skirennläuferin. Sie war auf die Disziplinen Abfahrt, Super-G und Riesenslalom spezialisiert.

## Biografie
Im Januar 2000 nahm Lindell-Vikarby erstmals an FIS-Rennen teil, ab Dezember 2000 folgten Einsätze im Europacup. Am 26. Oktober 2002 hatte sie ihre Premiere im Weltcup, an diesem Tag fuhr sie beim Riesenslalom in Sölden auf den siebten Platz. Ihre Vielseitigkeit unterstrich sie in der Saison 2002/03 mit weiteren guten Platzierungen unter den ersten zehn.
Bei den Weltmeisterschaften 2003 in St. Moritz wurde Lindell-Vikarby in der Kombination Achte (in der Kombi-Abfahrt war sie sogar Zweite geworden). Darüber hinaus belegte sie bei dieser WM noch die Plätze 13 und 17 in Super-G und Riesenslalom. Bei den Juniorenweltmeisterschaften 2003 in Serre Chevalier gewann sie die Goldmedaille im Riesenslalom; im Super-G und im Slalom fuhr sie auf die Plätze fünf und sieben.
Im Oktober 2003 stürzte Lindell-Vikarby während des Abfahrtstrainings in Saas-Fee schwer und zog sich dabei einen Kreuz- und Seitenbandriss im linken Knie zu. Sie verpasste daraufhin die gesamte Weltcupsaison 2003/04. Das Comeback in der Saison 2004/05 gestaltete sich schwierig und die Schwedin konnte lange nicht an die guten Resultate vor der Verletzung anknüpfen. Gute Ergebnisse erreichte sie bei den Weltmeisterschaften 2005 in Santa Caterina: In der Abfahrt belegte sie den sechsten, in der Kombination den elften Platz.
Im Winter 2005/06 war die beste Saisonplatzierung ein siebter Platz in der Abfahrt von Bad Kleinkirchheim. Bei den Olympischen Winterspielen 2006 in Turin belegte Lindell-Vikarby den achten Platz in der Kombination. Am 2. Dezember 2007 erreichte sie erstmals einen Podestplatz in einem Weltcuprennen, als sie im Super-G in Lake Louise Dritte wurde. Insgesamt fuhr die Schwedin in der Saison viermal unter die besten zehn. Am 26. Januar 2009 gewann sie mit dem Super-G von Cortina d’Ampezzo ihr erstes Weltcuprennen. Bei den Weltmeisterschaften 2009 in Val-d’Isère belegte sie Rang zwölf im Super-G. Am folgenden Tag, den 4. Februar, kam sie im Abfahrtstraining schwer zu Sturz und erlitt einen Kreuzbandriss sowie eine Innenbanddehnung im rechten Knie, weshalb sie die Saison vorzeitig beenden musste.
In den Saisonen 2009/10 und 2010/11 fuhr Lindell-Vikarby in jeweils einem Weltcuprennen unter die schnellsten zehn. Bei den Olympischen Winterspielen 2010 in Vancouver war ihr bestes Ergebnis der 22. Platz in der Super-Kombination. Bei den Weltmeisterschaften 2011 in Garmisch-Partenkirchen erreichte sie Rang 7 im Riesenslalom und Platz 14. im Super-G. In der Saison 2011/12 gelangen ihr acht Top-10-Platzierungen, in der Saison 2012/13 fünf weitere. Beste Platzierung bei den Weltmeisterschaften 2013 in Schladming war der 13. Platz im Riesenslalom. Am 1. Dezember 2013 gewann sie überraschend den Weltcup-Riesenslalom von Beaver Creek. Ende der Saison 2013/14 belegte sie in der Riesenslalom-Disziplinenwertung den zweiten Platz (die Entscheidung fiel erst im letzten Rennen in der Lenzerheide).
Lindell-Vikarby konnte in der folgenden Weltcupsaison 2014/15 nicht ganz an diese Leistungen anknüpfen. Ihr bestes Ergebnis in einem Weltcup-Riesenslalom war ein 7. Platz, ansonsten überwogen Rangierungen um Platz 20. Eine bedeutende Ausnahme bildete der Riesenslalom bei den Weltmeisterschaften 2015 in Vail/Beaver Creek, wo sie entgegen dem Saisonverlauf die Bronzemedaille gewann. Im Juli 2015 gab sie ihr Karriereende bekannt.

## Erfolge

### Olympische Spiele
- Turin 2006: 8. Kombination, 18. Abfahrt, 18. Riesenslalom, 24. Super-G
- Vancouver 2010: 22. Super-Kombination, 26. Super-G, 30. Abfahrt, 31. Riesenslalom
- Sotschi 2014: 7. Riesenslalom

### Weltmeisterschaften
- St. Moritz 2003: 8. Kombination, 13. Super-G, 17. Riesenslalom, 25. Abfahrt
- Santa Caterina 2005: 6. Abfahrt, 11. Kombination, 28. Super-G
- Åre 2007: 19. Superkombination, 28. Riesenslalom, 34. Super-G
- Val-d’Isère 2009: 12. Super-G
- Garmisch-Partenkirchen 2011: 7. Riesenslalom, 14. Super-G
- Schladming 2013: 13. Riesenslalom, 15. Super-G
- Vail/Beaver Creek 2015: 3. Riesenslalom

### Weltcupwertungen
- Saison 2002/03: 9. Kombinationsweltcup
- Saison 2005/06: 9. Kombinationsweltcup
- Saison 2008/09: 6. Super-G-Weltcup
- Saison 2011/12: 10. Super-G-Weltcup, 10. Riesenslalomweltcup
- Saison 2012/13: 8. Riesenslalomweltcup
- Saison 2013/14: 2. Riesenslalomweltcup

### Weltcupsiege
- 8 Podestplätze in Einzelrennen, davon 2 Siege:

| Datum            | Ort               | Land    | Disziplin    |
| ---------------- | ----------------- | ------- | ------------ |
| 26. Januar 2009  | Cortina d’Ampezzo | Italien | Super-G      |
| 1. Dezember 2013 | Beaver Creek      | USA     | Riesenslalom |

- 1 Podestplatz bei Mannschaftswettbewerben

### Juniorenweltmeisterschaften
- Verbier 2001: 13. Slalom, 15. Super-G, 30. Riesenslalom
- Tarvisio 2002: 5. Kombination, 7. Super-G, 16. Abfahrt, 18. Riesenslalom, 27. Slalom
- Briançonnais 2003: 1. Riesenslalom, 5. Super-G, 7. Slalom

### Weitere Erfolge
- 15 schwedische Meistertitel:
  - Abfahrt: 2002, 2005, 2006, 2008 und 2011
  - Super-G: 2003, 2006, 2008, 2011 und 2013
  - Riesenslalom: 2007, 2008, 2011, 2012 und 2013
- 12 Siege in FIS-Rennen